# Petar Kočić
Petar Kočić (srp. Петар Кочић; Stričići pokraj Banjaluke, 1877. – Beograd, 1916.) je bosanskohercegovački književnik i političar srpskog podrijetla. 

## Životopis
Petar Kočić je rođen u selu Stričići na planini Manjači pokraj Banjaluke, Bosna i Hercegovina. Osnovnu školu je pohađao u manastiru Gomjenica gdje mu je otac, zaredivši se kao udovac, bio iguman. Gimnaziju je počeo učiti u Sarajevu, isključen je zbog nedoličnog ponašanja iz trećeg razreda te u Beogradu završava gimnaziju. Filozofiju je učio u Beču. Godine 1904. je došao u Srbiju i kratko vrijeme bio učitelj u Skoplju. Poslije dvije godine se preselio u Sarajevo, kao činovnik „Prosvete", ali je ubrzo otpušten zbog sudjelovanja u radničkom štrajku i protjeran u Banju Luku. Uoči aneksije Bosne i Hercegovine od Austro-Ugarske, Kočić pokreće list „Otadžbinu" u Banjoj Luci i stvara svoju političku grupu koja je propagirala borbu protiv Austrije i ostataka feudalnog ropstva. Kao nacionalni i socijalni revolucionar, Kočić je bio vrlo omiljen u narodnim masama i kod napredne omladine pa je izabran i za poslanika austrougarskog provincijskog Bosanskog sabora u Sarajevu. Vidjevši u njemu protivnika države, državni organi su ga često uhićivali i kazneno gonili. Uoči Prvog svjetskog rata na njemu su primjećeni znaci duševnog rastrojstva te je doveden u Beograd na liječenje. Umro je u beogradskoj duševnoj bolnici za vrijeme okupacije. U Bosni, tada provinciji Austro-Ugarske, na Kočića se gledalo kao na jednog od najsmjelijih poticatelja srpskog narodnog ponosa i propovjedača društvene pravde.
Kočić je napisao tri zbirke pripovjedaka, od kojih su i "S planine i ispod planine" i "Jauci sa Zmijanja" i dvije političko-socijalne satire: "Jazavac pred sudom" (kazališni komad) i "Sudanija" (dijalog). U Zagrebu mu izlazi druga knjiga „S planine i ispod planine”. Po njegovom djelu "Jazavac pred sudom" 1988. godine je snimljen istoimeni jugoslavenski film u režiji Arse Miloševića. Satiričko kazalište Kerempuh je prije domovinskog rata nosilo ima Jazavac.
Odbor akademika Srpske akademije znanosti i umjetnosti ga je 1993. godine uvrstio među sto najznačajnijih Srba.

## Vanjske poveznice
- Petar Kočić: Sabrana djela I–IV  Arhivirana inačica izvorne stranice od 11. listopada 2014. (Wayback Machine)
- Petar Kočić na www.myserbia.net  Arhivirana inačica izvorne stranice od 21. studenoga 2008. (Wayback Machine)